# Неелов, Николай Дмитриевич
Николай Дмитриевич Неелов (1800 — 25 февраля [9 марта] 1850, Пески) — русский писатель, профессор Императорской военной академии.

## Биография
Родился в 1800 году в семье Дмитрия Васильевича Неелова. В детстве он испытал сильное влияние своего прекрасно образованного старшего брата Александра. Сначала он прошёл обучение в юнкерской школе гренадерского корпуса. Затем был определён в Киевский гренадерский принца Оранского полк, позже к Генеральному штабу. Будучи участником подавления польского восстания 1831—1832 годов, получил контузию под Варшавой.
Впоследствии Неелов проходил обучение в Академии Генерального штаба, которую окончил в 1835 году. Вслед за этим последовало его назначение в 9-й армейский (пехотный) корпус, расквартированный в Москве. Это сыграло большую роль: именно здесь Неелов сошёлся с писателями и начал своё знакомство с литературой. Московский кружок литераторов, в который входили в то время Загоскин, Вельтман, Ф. Н. Глинка, M. A. Дмитриев, В. Пассек, Макаров и прочие литераторы, стал местом для его посещений. Первый свой роман, «Женщина XIX столетия», Неелов опубликовал в 1839 году под псевдонимом Закамский. Следующие произведения выходили уже под настоящей его фамилией. Из-под пера Неелова вышли драма «Меншиков» (в пяти действиях) такие рассказы, как «Партизаны», «Семён Петрович» и другие. Также он является составителем труда «Опыт описания Бородинского сражения», выпущенного к 25-летию Бородинской битвы. На момент издания сочинения Неелов уже был в чине поручика Генерального штаба и состоял при штабе 6-го пехотного корпуса.
Вскоре Неелов приглашён в академию Генерального штаба как адъюнкт-профессор по кафедре военной истории и стратегии. Кроме чтения лекций по этим предметам, он издал в 1847 году «Очерк современного состояния стратегий» («Курс стратегии»), который излагал начало курса стратегий. Эта небольшая брошюра состояла из двух отделов «Обзор стратегических сочинений» и «Стратегическая терминология». Впоследствии Неелов, печатавший отрывки из будущего труда в «Военном журнале», свёл их воедино под тем же названием и выпустил в 1849 году. В планах было создание и нового «Опыта теории стратегии», и учебного курса военной истории.
В то же время такие труды, как «Записки по военной истории», «Очерки тридцатилетней войны» и «Война за наследство испанского престола», остались в рукописи. А. Е. Мерцалов назвал его первым «своим», а не иностранным профессором Академии.
Участие в бородинских манёврах 1839 года как вожатого при императоре Николае I обернулось для него, находившегося в чине капитана, награждением орденом Св. Владимира IV степени и золотой табакеркой. В 1847 году Неелов имел уже чин капитана Генерального штаба.
Во время участия в съёмках Неелов подхватил простуду, обратившуюся для него ревматизмом. Вскоре последовали переломы обеих ног, и тем не менее, даже находясь в таком состоянии, он сумел написать воспоминания о подавлении польского восстания, изданные в 1878 году в «Военном сборнике» его братом Д. Д. Нееловым со значительными сокращениями. За отпуском, который ему дали, последовал переезд, который был организован его братом Д. Д. Нееловым, в родовое имение Пески Смоленской губернии. Неелов умер 25 февраля 1850 года.

## Критика и отзывы
В. И. Вешняков писал, что современники отзывались о Неелове как о человеке «светлой души, благородных убеждений и замечательной энергии», которой он обязан своим всесторонним образованием и знанием нескольких иностранных зыков, таких как французский, английский, немецкий и итальянский.
Первый труд, «Опыт описания Бородинского сражения», получил разнящиеся оценки. Одни критики оценили брошюру как требующую «ещё опытности». У других, напротив, эта «дельная» книга была охарактеризована как «на месте сделанное и хорошо изложенное» изучение битвы.
Первый его роман «Женщина XIX столетия», написанный «ещё художнее, но так же раздирательно», получил нелестную оценку со стороны критиков. Показанные в начале этой роскошно изданной книги «довольно счастливые создания» после введения автором «глубокомысленных рассуждений и разных поэтических фантазий собственного изобретения» превращаются в «бледные тени», и результатом прочтения сочинения становится лишь «одно утомление, естественное и необходимое следствие пустоты и бессмысленности содержания».
Его драму «Меншиков» П. А. Плетнёв характеризовал как одно «из самых приятных произведений современной литературы русской». Кроме занимательных частностей, выделяли «исполнение благоразумное и с участием к делу». В то же время в подробном критическом очерке в журнале «Отечественные записки» содержится нелестный отзыв об произведении. Отметив хорошее начало драмы, критики пришли к выводу, что уже во втором действии предстаёт другой герой, лишь носящий то же имя, а в остальных трёх вообще нет «ни завязки, ни характеров, вообще никакого собственно исторического интереса». Из положительных сторон были выделены хорошая подготовка и изучение материала; автором сумел создать «себе очень удачный стих».
Не обошли вниманием критики и труд Неелова «Очерк современного состояния стратегий». По их мнению, сочинение и по цели, и по содержанию явилось продолжением трудов генерала Н. В. Медема. В качестве подхода к решению стоявших перед ним задач Неелов решил «составить общий свод мыслей замечательнейших писателей и вывести оттуда заключение о сущности и влиянии стратегических начал на военные соображения и действия». Этот взгляд Неелова на свой труд как подготовительный материал для новой науки стратегии критики оценили как более «решительный шаг к новому изучению» предмета. Среди недостатков сочинения были названы характеристика древней стратегии на основе поверхностного обзора походов, а не на ознакомлении с древними авторами, пусть редко, но встречающиеся «сбивчивость и неопределительность», выход за пределы исследования. В число положительных моментов критики включили начитанность, верный взгляд автора, его ловкость в разборе сложных вопросов, «весьма многие суждения и взгляды самостоятельные», указание на мало или вообще неисследованные «новые стороны военного искусства», короткое и ясное изложение. Переработанный труд 1849 года, «обширный, добросовестный», был выполнен им «с необыкновенным тщанием и полнотою». Основательный подход выразился в строгой логической последовательности, разборе спорных моментов и дополнении невысказанного до него и выражении своего самостоятельного взгляда на предмет. Среди недостатков издания 1849 года отмечены неудачные, по мнению критиков, раздел на части и классификация, «повторения, частый недостаток внутренней связи в исследовании, длиннота, сухость».

## Награды
- Орден Св. Владимира 4-й степени[3] (05.09.1839)[14]